# Baptized
Baptized е четвъртият студиен албум на американската рок група Дотри, издаден на 19 ноември 2013 година от RCA Рекърдс. Това е първият албум на Дотри, който не е продуциран от Холард Бенсън.

## Песни
1. Baptized 3:11
2. Waiting For Superman 4:26
3. Battleships 3:52
4. I'll Fight 3:00
5. Wild Heart 3:50
6. Long Live Rock & Roll 3:38
7. The World We Knew 3:35
8. High Above The Ground 3:11
9. Broken Arrows 4:08
10. Witness 4:11
11. Traitor 3:03
12. 18 Years 4:51
13. Undefeated 3:40
14. Cinderella 3:13
15. Battleships (Acoustic) 3:41